# Dolly (musikalbum)
Dolly är ett studioalbum av Dolly Parton, utgivet i november 1975. Låten "The Seeker", en pop-country-spiritual-låt, missade att toppa USA:s countrysingellista, och nådde topplaceringen # 2 och den följande singeln, "We Used To", vars gitarrintro är inspirerat av "Stairway to Heaven", nådde som högst placeringen #9. Albumet nådde som högst placeringen # 14 på countryalbumlistorna. 
För att särskilja albumet från Dolly Partons samlingsbox "Dolly" från 2009 kallas albumet även "Dolly: The Seeker – We Used To".

## Låtlista
1. We Used To
2. The Love I Used To Call Mine
3. Hold Me
4. Most Of All Why
5. Bobby's Arms
6. The Seeker
7. My Heart Started Breaking
8. Because I Love You
9. Only The Memory Remains
10. I'll Remember You As Mine